# Karel Thijs
Karel Thijs, né le 5 mai 1918 à Aartselaar et mort le 5 mars 1990 à Aartselaar, est un coureur cycliste belge. Il fut professionnel de 1939 à 1942.

## Palmarès
- 1938
  - Champion de Belgique militaire
- 1942
  - Flèche wallonne